# El mapa de tu corazón (canción)
«El mapa de tu corazón» es la canción acompañante del sencillo Hawaii-Bombay. De las diez canciones que componen el álbum Ya viene el Sol, este tema en particular es el que posee la atmósfera más acústica de todos, a pesar de estar hecho con instrumentos musicales característicos del tecno-pop.
La autoría está a cargo de Nacho Cano y tiene todos los elementos propicios para ser un muy buen sencillo, pero la discográfica decidió colocarlo como Lado B de Hawaii-Bombay. En algunos países, esta canción sonó frecuentemente en la pauta musical de las emisoras de radio.[cita requerida]
De "El mapa de tu corazón" se puede decir que es una tecno-balada con una de las líricas con más sentido metafórico de las que ha escrito Nacho para este álbum. El significado de este tema no está claro del todo, pero por palabras del propio Nacho, se sabe que todas las canciones que él escribe, de una u otra manera, tienen un sentido biográfico, bien sea porque le ha sucedido directamente al propio autor o a los que están muy cerca de él, amigos, familiares, etc. La canción, a grandes rasgos y sin entrar en los detalles de biografía, nos habla a cerca del dejar ir y del no atar a uno, sino de dar ese espacio que a veces, en ocasiones tanto necesita el otro. Todo esto envuelto en esa metáfora tan propia de Nacho para decir esas cosas que le acontecen.[cita requerida]
- Datos: Q5825656